# Ligne démonstrative du tramway de Gaoming
La ligne demonstrative du tramway de Gaoming (chinois simplifié : 高明区现代有轨电车示范线 ; chinois traditionnel : 高明區現代有軌電車示範線 ; pinyin : gāomíngqū xiàndài yǒuguǐdiànchē shìfànxiàn) est une ligne de tramway qui se situe dans le district de Gaoming, dans la ville de Foshan, dans la province de Guangdong, en Chine.
Cette ligne fut conçue pour être une vitrine des trains à hydrogène. Cependant, son prix énorme et son achalandage faible ont fait l’objet des controverses,.

## Infrastructure

### Stations
|  |   |  | Code    | Station              | Ville  | Commune | Correspondances |
|  | - |  | ------- | -------------------- | ------ | ------- | --------------- |
|  | ■ |  | TGM1-04 | Route Cangjiang (zh) | Foshan | Gaoming |                 |
|  | • |  | TGM1-05 | Route Yuehua         | Foshan | Gaoming |                 |
|  | • |  | TGM1-06 | Route Yile           | Foshan | Gaoming |                 |
|  | • |  | TGM1-07 | Hecheng              | Foshan | Gaoming |                 |
|  | • |  | TGM1-08 | Centre culturel      | Foshan | Gaoming |                 |
|  | • |  | TGM1-09 | Parc Minghu          | Foshan | Gaoming |                 |
|  | • |  | TGM1-10 | Route Xinjiang       | Foshan | Gaoming |                 |
|  | • |  | TGM1-11 | Centre sportif       | Foshan | Gaoming |                 |
|  | • |  | TGM1-12 | Ruanyong             | Foshan | Gaoming |                 |
|  | ■ |  | TGM1-13 | Zhihu (zh)           | Foshan | Gaoming |                 |

1. ↑  Pour alléger le tableau, seules les correspondances existantes avec les transports guidés ou en site propre (métros, trains, tramways, téléphériques, BHNS, etc..) sont données. Les autres correspondances, notamment les lignes de bus autres que les BHNS, sont reprises dans les articles de chaque station.